# Mittelbronn
Mittelbronn is een gemeente in het Franse departement Moselle (regio Grand Est) en telt 639 inwoners (1999). De plaats maakt deel uit van het arrondissement Sarrebourg-Château-Salins.

## Geografie
De oppervlakte van Mittelbronn bedraagt 7,7 km², de bevolkingsdichtheid is 83,0 inwoners per km².
De onderstaande kaart toont de ligging van Mittelbronn met de belangrijkste infrastructuur en aangrenzende gemeenten.

## Demografie
Onderstaande figuur toont het verloop van het inwonertal (bron: INSEE-tellingen).